# Herman Moll

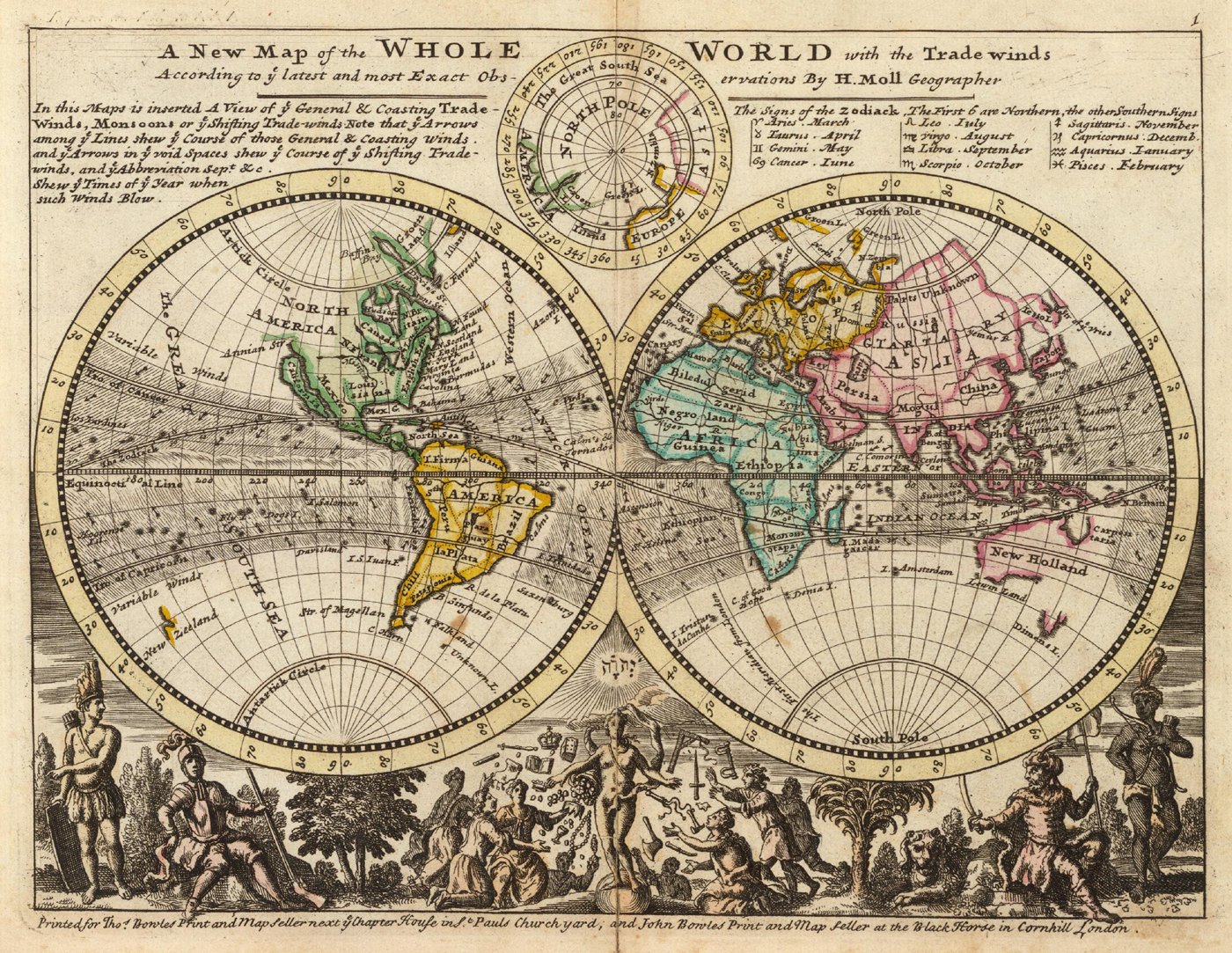
A new map of the whole world with the trade winds, dzieło Molla zamieszczone w Atlas Minor

Herman Moll (ur. około 1654, zm. 22 września 1732 w Londynie) – grawer, kartograf i wydawca.
Pochodzenie Hermana Molla nie jest dokładnie znane. Zakłada się, że pochodził z Amsterdamu lub Rotterdamu, sugerowane jest także jego pochodzenie z Bremy.
W latach 1711–1717 opublikował Atlas Geographus, następnie w roku 1719 Atlas Minor.
Mapy Molla poprzez swą m.in. dekoracyjność często były powielane przez innych wydawców.
Podczas pobytu w Londynie stworzył mapy m.in. do Przypadków Robinsona Crusoe Daniela Defoe i Podróży Guliwera Jonathana Swifta.

## Dzieła
- Thesaurus Geographicus (1695)
- The History of the Republick of Holland (1705)
- Fifty-Six new and accurate Maps of Great Britain (1708)
- The Compleat Geographer (1709)
- Atlas Manuale (1709)
- Atlas Geographus (1711−1717)
- The World Described (1715)
- Atlas Minor (1719)
- Thirty two new and accurate Maps of the Geography of the Ancients (1721)
- Roads of Europe (1732)

## Galeria

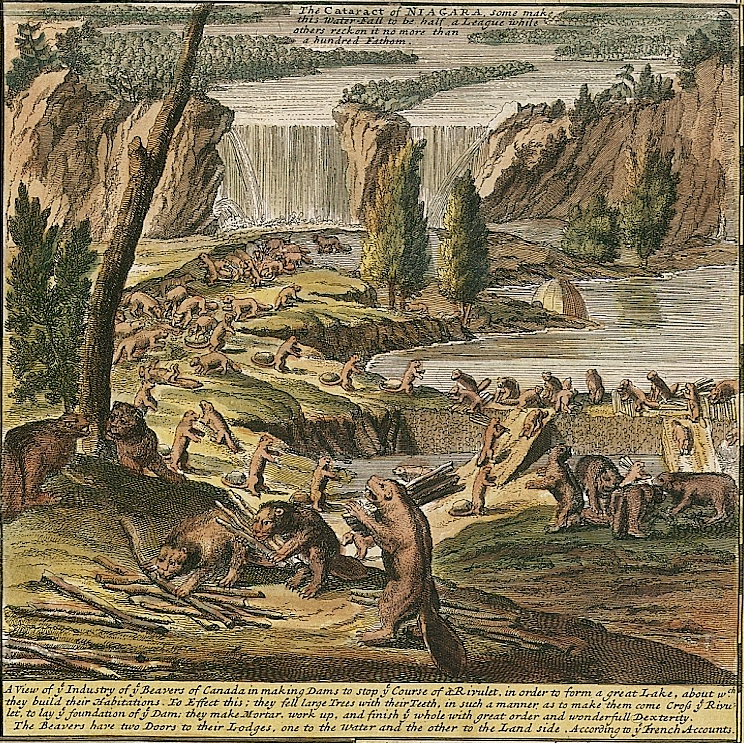
Beaver Map z World Described
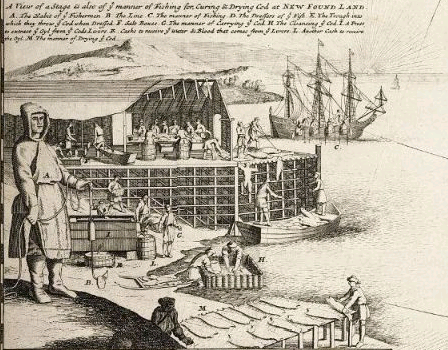
Codfish Map z The World Described
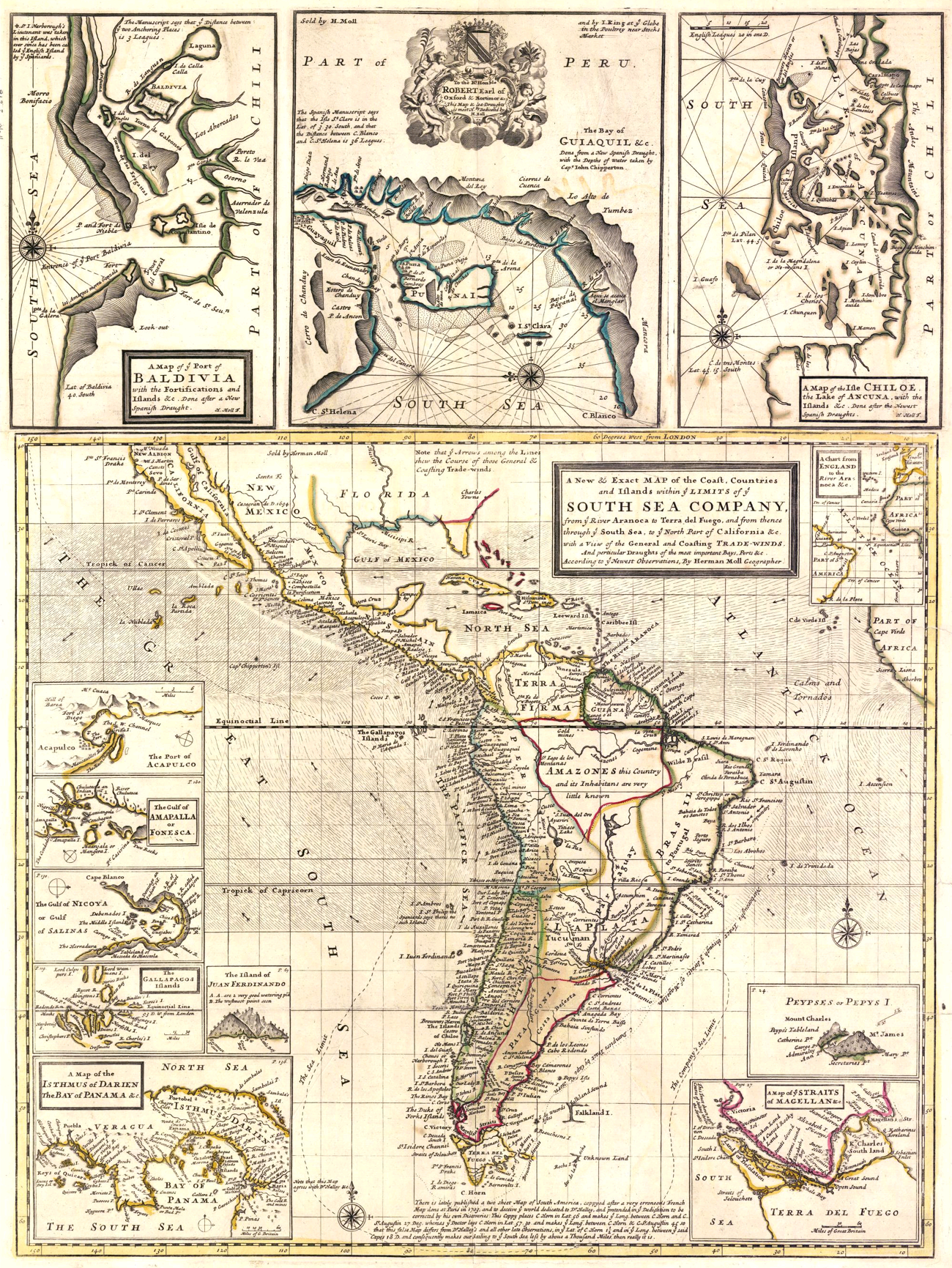
A New & Exact Map of the Coast, Countries and Islands within ye Limits of ye South Sea Company London 1711 (1720)
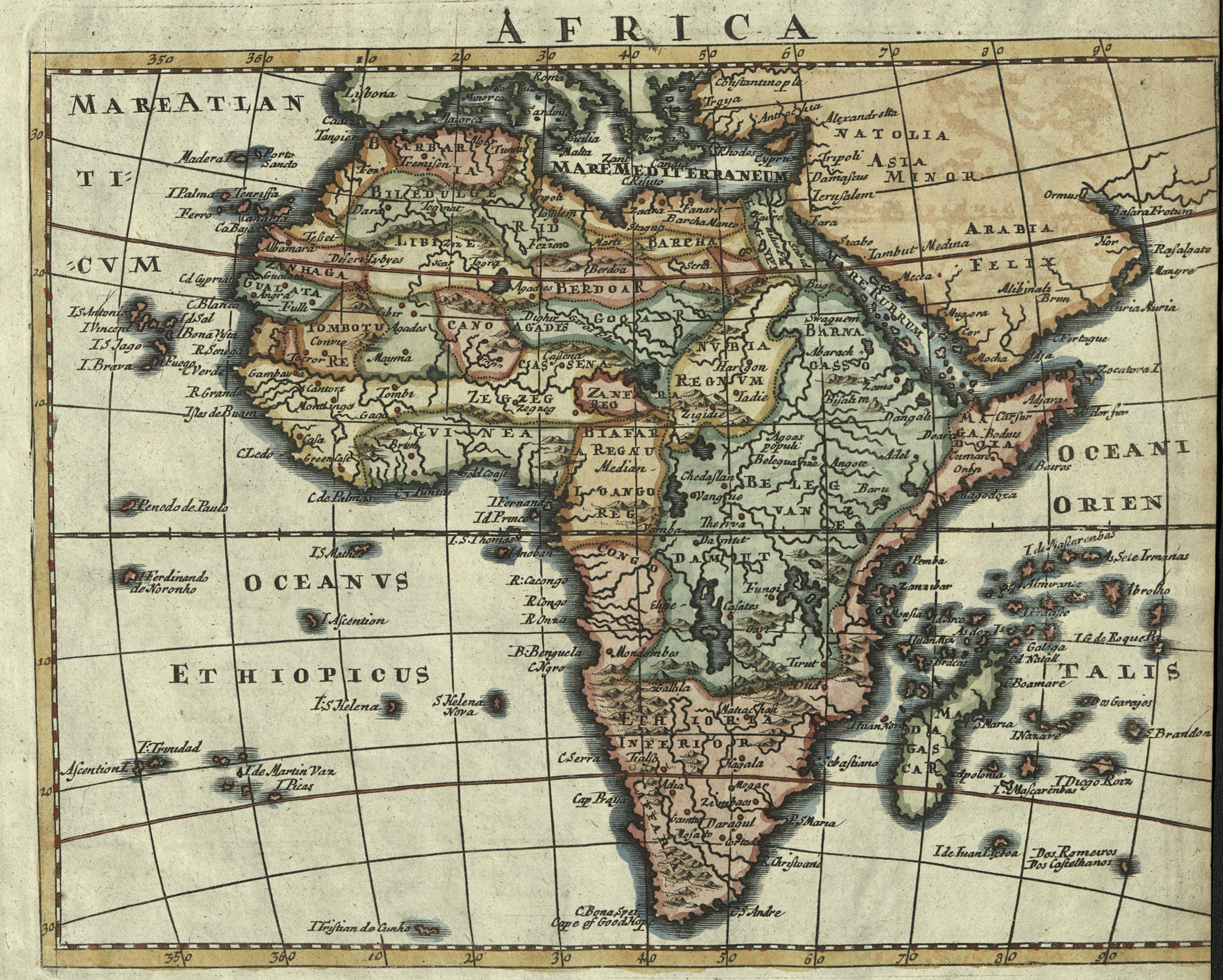
Africa, 1701
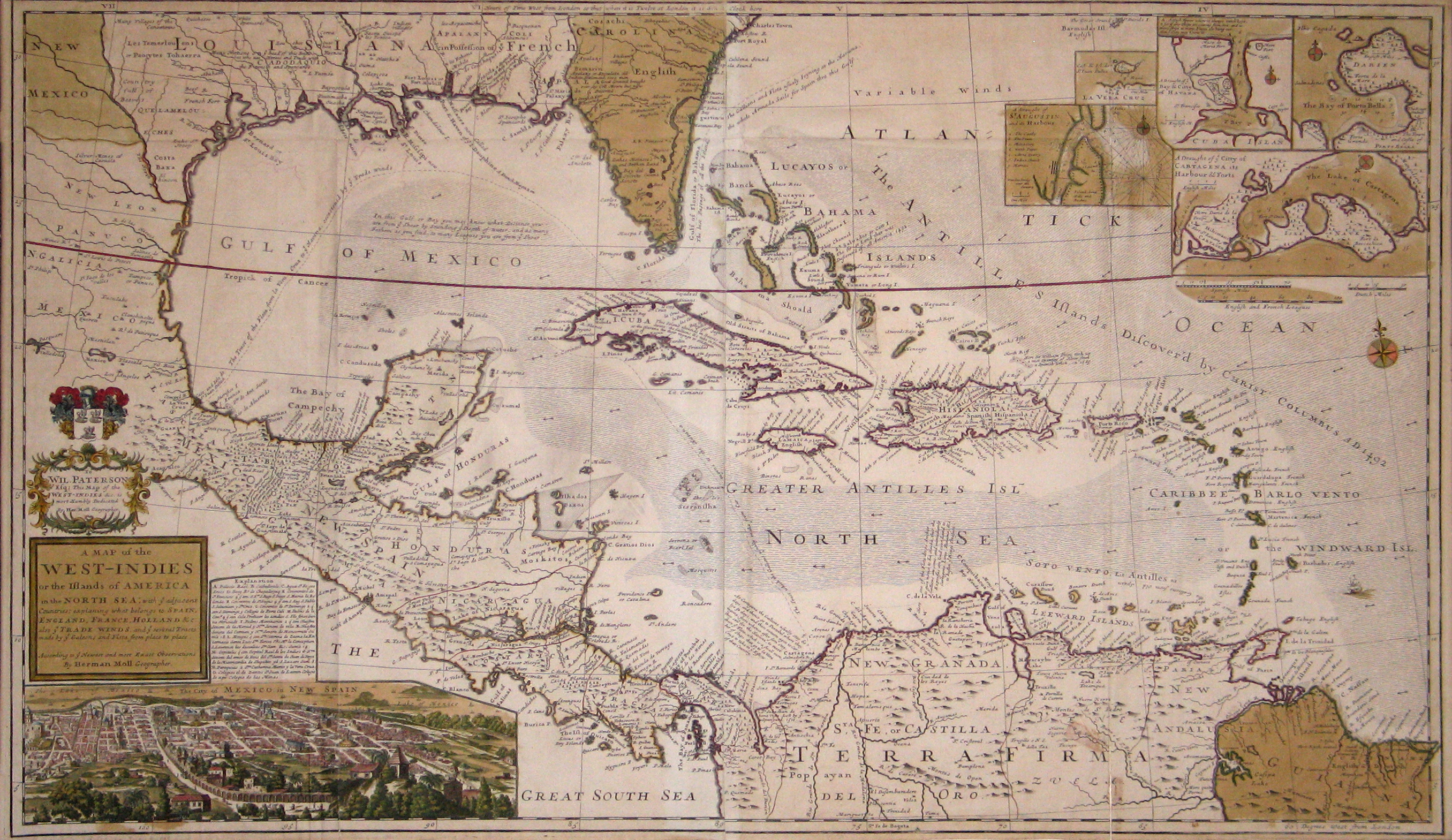
Map of the West-Indies or the Islands of America in the North Sea, c. 1715